# Carla Vilhena
Carla Vilhena (Rio de Janeiro, 11 de junho de 1967) é uma jornalista brasileira.

## Carreira
Em 1984, com 16 anos, Carla conseguiu um estágio como editora de imagens pela TV Globo do Rio de Janeiro, para editar matérias durante as Olimpíadas de Los Angeles. Logo depois, nesse mesmo ano, Carla entrou nas Faculdades Integradas Hélio Alonso, onde se formou em 1989. Em 1989 estreou como apresentadora do programa Espaço Comunitário, da TVE Brasil. Em 1992, depois de passar dois anos trabalhando como produtora na Itália, tornou-se  repórter do Jornal da Manchete, na extinta Rede Manchete. No final de 1992 assinou com a Band para ser repórter do Jornal da Band, assumindo a apresentação dele em 1995 em substituição à Marília Gabriela, além de comandar as transmissões de carnaval. Em 1997 foi contratada pela TV Globo inicialmente para ser âncora do SPTV, porém não chegou a assumir e foi escalada como repórter do Fantástico até 1998, seguindo para as reportagens do Jornal Nacional na sequência, além de realizar o rodízio dos sábados.
Em 2001 assumiu a bancada do Jornal Hoje ao lado de Carlos Nascimento. Em 2003 trocou de lugar com Sandra Annenberg e assumiu o SPTV, onde ficou até 2010 ao ser transferida para o Bom Dia São Paulo e as notícias de São Paulo no Bom Dia Brasil. Em abril de 2013 Carla foi transferida para as reportagens do Fantástico, onde ficou até 2017. Em 10 de janeiro de 2018, Carla foi desligada da Globo. Em 2020, após três anos fora do ar, assina com a CNN Brasil e estreia como âncora do Visão CNN. Em 14 de março de 2022, Carla deixa a CNN Brasil. Em 6 de Abril, Carla Vilhena assina com o SBT para comandar um especial de Dia das Mães na emissora.

## Vida pessoal
Entre 1993 e 2008 foi casada com o jornalista Chico Pinheiro, com quem teve os gêmeos Clarissa e Pedro, nascidos em 2001, e Marcelo, nascido em 2006. Em setembro de 2011 se casou com o advogado Carlos Monnerat.

## Filmografia

### Televisão
| Ano     | Título                        | Função                 | Emissora           |
| ------- | ----------------------------- | ---------------------- | ------------------ |
| 1989    | Espaço Comunitário            | Apresentadora          | TVE Brasil         |
| 1992    | Jornal da Manchete            | Repórter               | Rede Manchete      |
| 1992–95 | Jornal da Band                | Repórter               | Rede Bandeirantes  |
| 1995–97 | Jornal da Band                | Apresentadora          | Rede Bandeirantes  |
| 1994-95 | Jornal da Noite               | Apresentadora          | Rede Bandeirantes  |
| 1997    | SPTV 1ª Edição                | Apresentadora          | TV Globo São Paulo |
| 1997–98 | Fantástico                    | Apresentadora          | TV Globo           |
| 1999–00 | Jornal Nacional               | Repórter               | TV Globo           |
| 2000–17 | Jornal Nacional               | Apresentadora Eventual | TV Globo           |
| 2001–03 | Jornal Hoje                   | Apresentadora          | TV Globo           |
| 2003–10 | SPTV 1ª Edição                | Apresentadora          | TV Globo São Paulo |
| 2010–13 | Bom Dia São Paulo             | Apresentadora          | TV Globo São Paulo |
| 2010–13 | Bom Dia Brasil                | Colunista              | TV Globo           |
| 2013–17 | Fantástico                    | Repórter               | TV Globo           |
| 2020–22 | Visão CNN                     | Apresentadora          | CNN Brasil         |
| 2020–21 | Expresso CNN                  | Apresentadora Eventual | CNN Brasil         |
| 2022    | Especial Nossas Mães          | Apresentadora          | SBT                |
| 2022    | Especial Nossos Pais          | Apresentadora          | SBT                |
| 2022    | Teleton                       | Apresentadora          | SBT                |
| 2023    | Bake Off Brasil: Celebridades | Participante           | SBT                |

## Prêmios
- 2016 - Prêmio Top Empreendedor da Revista Top Of Business[12]
- 2016 - Título de Embaixadora e a medalha de ouro da Divine Académie Française des Arts, Lettres e Culture.[13]
- 2016 - Prêmio CNT de Jornalismo em TV pela reportagem "Obras Inacabadas da Copa", veiculada no Fantástico.[14]